# Seán MacBride
Seán MacBride (n. 26 ianuarie 1904, Paris, Franța – d. 15 ianuarie 1988, Dublin, Irlanda) a fost un om politic irlandez, ministru de externe al Irlandei și politician de talie internațională, fost șef al Statului Major al IRA. 
După o carieră politica în Irlanda, a înființat mai multe organizații neguvernamentale la începutul secolului al XX-lea, participând inclusiv la formarea Națiunilor Unite, Consiliului Europei și Amnesty International. A primit Premiul Nobel pentru Pace în 1974, Premiul Lenin pentru Pace în 1975–76, și Medalia de Argint UNESCO pentru Servicii în 1980.